# Heinkel He 72
Heinkel He 72 Kadett byl německý cvičný dvoumístný dvouplošník smíšené konstrukce s plátěným potahem z počátku 30. let 20. století.

## Vývoj
První prototyp He 72A (imatrikulace D-2574) (také He 72 V1) vzlétl v létě 1933. Poháněn byl vzduchem chlazeným invertním čtyřválcem Argus As 8B o výkonu 103 kW s dvoulistou dřevěnou vrtulí. Po úspěšných zkouškách následovala dvacetikusová produkce He 72A-1 určená pro německé aerokluby Deutsches Luftsportverband.
Nespolehlivý motor Argus byl v další verzi He 72B nahrazen osvědčeným hvězdicovým sedmiválcem Siemens Sh 14A o 118 kW. Největšího rozšíření se dočkala v subvariantě He 72B-1, která se od roku 1935 začala objevovat u pilotních škol Luftwaffe.
Od záletu prototypu He 72 se počítalo s plovákovou variantou k výcviku létání z vodní hladiny. Hydroplán byl realizován v podobě He 72BW (D-2589) se dvěma duralovými plováky. Sériové výroby se sice nedočkal, ale proslavil se účastí na výpravě cestovatelů Schulze a Kamphenkela do Amazonie.
Vývoj dále pokračoval vylepšenou variantou He 72B-2 a od ní odvozenou čistě civilní verzí z roku 1936, He 72B-3 Edelkadett pro Nacionálně-socialistický letecký sbor NSFK s kapotovanými koly podvozku.
Jako prototypy či menší série vznikly verze He 72C s vylepšeným odpružením podvozku a He 72D s rozšířenou sestavou navigačních přístrojů. Úpravy variant C a D se průběžně uplatňovaly ve velkosériové výrobě B-1 a nové verze se nezaváděly.

## Nasazení
Před válkou Kadetty létaly převážně u NSFK, odkud po roce 1940 přecházely k Luftwaffe. He 72 B-1 provozovala u nejméně pětadvaceti škol a cvičných jednotek, například A/B 6 v Gdaňsku, Ausbildungsregiment 5 Seerappen, A/B 11 v Schönwaldu, A/B 24 Olomouc, A/B 32 Pardubice, A/B 43 Metz-Diedenhofen, A/B 62 Vöslau, A/B 72 v Detmoldu apod.
Slovenské vzdušné zbraně převzaly 30 zgenerálkovaných He 72B-1, které byly poté označeny jako D. Dalších šest kusů B-1 převzalo již v roce 1936 bulharské letectvo, kde obdržely jméno Kanarče a sloužily zde až do roku 1944 k základnímu výcviku.
Po válce se na území obnoveného Československa dochovaly dva kusy He 72, které byly u letectva označeny C-12. Později létaly jako civilní aeroklubové.

## Specifikace (He 72B-1)

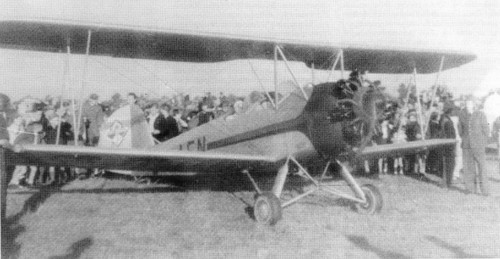
Heinkel He 72 Kadett (SP-AFN)

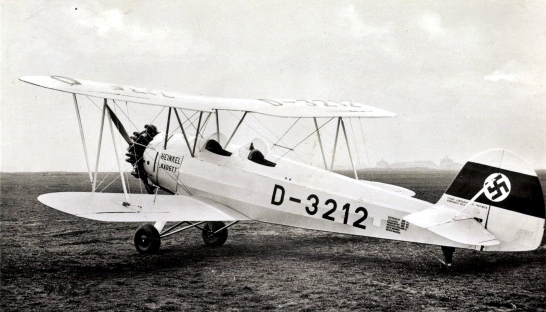
Heinkel He 72B-0 Kadett (D-3212)

Údaje podle

### Technické údaje
- Osádka: 2
- Rozpětí: 9,00 m
- Délka: 7,47 m
- Výška: 2,65 m
- Nosná plocha: 20,70 m²
- Hmotnost prázdného letounu: 540 kg
- Vzletová hmotnost: 865 kg
- Pohonná jednotka:

### Výkony
- Maximální rychlost u země: 185 km/h
- Cestovní rychlost: 170 km/h
- Přistávací rychlost: 80 km/h
- Výstup do 1000 m: 6 min
- Dolet: 475 km
- Dostup: 3500 m